# Kyllinga kilianii
Kyllinga kilianii là loài thực vật có hoa trong họ Cói. Loài này được Muasya & D.A.Simpson mô tả khoa học đầu tiên năm 1996.